# 박은진 (야구인)
박은진(朴銀眞, 1964년 9월 27일 ~ 2017년 10월 21일)은 전 KBO 리그 야구 선수의 투수이며, 인천광역시 옹진군 백령도 출신이다. 2017년 심장마비로 사망하였다.

## 출신 학교
- 대헌중학교
- 동산고등학교

## 등번호
- 58번 (태평양 돌핀스)
- 31번 (한화 이글스)[1]

## 비고
- 그가 작고한 뒤 장지는 인천가족공원 평온당에 유골이 안치되어 있다.
- 생전에는 야구코치를 하다가 주로 트럭 운전기사로 일한 바 있다.